# Trokiele (rejon werenowski)
Trokiele (biał. Тракелі) – agromiasteczko (dawniej miasteczko) na Białorusi, w obwodzie grodzieńskim, w rejonie werenowskim, blisko granicy z Litwą.

## Historia
Prywatne miasto duchowne położone było w końcu XVIII wieku  w powiecie oszmiańskim województwa wileńskiego. 
W II Rzeczypospolitej w woj. nowogródzkim, w powiecie wołożyńskim (od 1926 w lidzkim). Należały do gminy Siedliszcze (od 1929 do gminy Lipniszki). W 1921 roku miejscowość liczyła zaledwie 106 mieszkańców i była najmniejszym miasteczkiem województwa po Surwiliszkach. Po wojnie wieś weszła w struktury administracyjne Związku Radzieckiego.
W Trokielach urodził się Stanisław Ballin – poseł na Sejm.

## Parafia rzymskokatolicka
Drewniany kościół w Trokielach został zbudowany na początku XVI w. Budynek trzykrotnie spłonął. Obecna świątynia została zbudowana w 1809 r. (według innych źródeł w 1830) W latach 1961–1975 była zamknięta przez władze sowieckie. W kościele znajduje się uważany za cudowny obraz Matki Bożej Trokielskiej.